# Cermaq
Cermaq ASA er en norsk fiskeopdrætsvirksomhed indenfor laks og foreller med operationer i Norge, Canada og Chile. I 2013 var koncernomsætningen på 5,2 mia. norske kroner og en total høstet volumen på 142.300 tons. Cermaqs foderdivision EWOS blev solgt i 2013. I oktober 2014 blev Cermaq ASA et heltejet datterselskab til Mitsubishi Corporation, som købte 91 % af aktierne for 1,4 mia. amerikanske dollar. Virksomheden har hovedkvarter i Oslo i Norge.

## Operationer
Cermaq producerer atlantisk laks, sølvlaks og foreller. I Canada er virksomheden tilstede på Vancouver Island med kontorer i Campbell River og Tofino. I Norge er virksomheden tilstede i Nordland og Finnmark. I Chile drives virksomhed omkring Puerto Montt. Den samlede produktion af laks var i 2013 på 142.300 tons.
Cermaq har et delejerskab af korngrossisten Norgrain (72,5%).

## Historie
Cermaq blev etableret som Statkorn Holding da den kommercielle division af Statens Kornforretning (nu Statens Landbruksforvaltning) blev fraspaltet koncernen i 1995. Virksomheden drev korngrossisthandel. I 1996 begyndte virksomheden at opkøbe NorAqua, en fiskefoderproducent. I 1998 begyndte Cermaq at opkøbe fiskebrug. I 2000 solgte regeringen de første 20 % af virksomheden. Gennem 00'erne solgte Cermaq sin kornforretning og gik ind på markedet for opdrættet fisk og fiskefoder. Virksomheden blev børsnoteret på Oslo Børs i 2006.